# Bahamut
Bahamute (em árabe: بهموت, Bahamūt) é um peixe enorme que carrega a terra, na mitologia árabe. Ainda que sua figura tenha sofrido grandes e complexos processos de modernização com o tempo, em consequência disso o Bahamute é algo completamente diferente atualmente.
Se poderia dizer que o bahamute original foi um peixe gigantesco que residia em um mar imenso. Sobre seu lombo suporta o peso de um touro gigantesco que recebe o nome de Kujata, que se diz, tem quatrocentos olhos, quatrocentos narizes, quatrocentas bocas, quatrocentas línguas, quatrocentos ouvidos e quatrocentas patas; uma grande quantidade de apêndices entre cada uma das quais há uma distância de quinhentos anos de viagem, o que dá uma ideia abstrata do tamanho da criatura, abstrata igualmente. Kujata suporta sobre seu lombo, por sua vez, um rubi sobre o qual repousa um anjo, quem, por sua vez, suporta os sete infernos, que suportam a Terra onde por sua vez sobre ela, se encontram os Sete Céus.

## Atualmente
No folclore atual, o Bahamute é reinterpretado como um grande dragão negro, normalmente como o rei ou seguidor daqueles que pretendem convencer-lhe (por razões muito particulares, ou ainda pelo fato de lutar pelo simples feito, pois assim é sua natureza de guerreiro).
O Bahamute é conhecido na mitologia mesopotâmica como o rei dos dragões, onde que ele tinha tamanho e força imensuráveis foi considerado o Deus dos Dragões. 